# Витебская улица (Москва)
Ви́тебская у́лица (название утверждено 29 апреля 1965 года) — улица в Москве, на территории района Можайский Западного административного округа. Нумерация домов от Можайского шоссе. Входит в состав Северо-Западной хорды.

## Происхождение названия
В начале XX века на реке Сетунь возникла клеёночная и кожевенная фабрика, позже получившая названия фабрика имени Ногина. По этой фабрике в городе Кунцево называлась улица Ногина, ведущая от Можайского шоссе.
После включения города Кунцево в состав Москвы в 1960 году было заменено в связи с наличием в центре Москвы площади Ногина, улица стала Витебской, по белорусскому городу Витебск в связи с расположением на западе Москвы.

## Расположение
Улица начинается от Можайского шоссе у его перекрёстка с улицей Кубинка и проходит на юг до пересечения с Дорогобужской улицей — на этом участке улица двухполосная. После Дорогобужской улицы Витебская проходит вдоль территории бывшей фабрики имени Ногина и гаражей — на этом участке улицы асфальтовое покрытие было положено только лишь в 2011 году. Дорога на этом участке сильно петляет.

## Транспорт

### Наземный общественный транспорт
До недавнего времени по улице общественный транспорт не ходил. 
С 1 декабря 2015 года в рамках реализации проекта «Южный участок Северо-Западной хорды» по улице запустили автобус № 612 (в сторону Можайского шоссе), который ранее следовал параллельно по Сколковскому шоссе. 
Также по улице в обоих направлениях следует автобус № 16 (Беловежская улица — Метро «Кунцевская»).
На Можайском шоссе, недалеко от пересечения с улицей, расположена автобусная остановка «Дворец спорта „Крылья Советов“», откуда ходят автобусы до ближайших станций метро:
- до метро «Кунцевская»:
  - № 45 — (66-й квартал Кунцева — Метро «Кунцевская»)
  - № 190 — (Беловежская улица — Метро «Молодёжная»)
- до метро «Славянский бульвар»:
  - № 157 — (Беловежская улица — Киевский вокзал)
  - № 231 — (Беловежская улица — Метро «Филёвский парк»)
  - № 818 — (Международный университет — Метро «Филёвский парк», областной)
  - № 840 — (66-й квартал Кунцева — Киевский вокзал)
- а также:
  - № 198 (66-й квартал Кунцева — Матвеевское)
  - № 609 (Беловежская улица — МЦД «Кунцевская») (только к Беловежской ул.)

## Северо-Западная хорда
Северо-Западная хорда — автомобильная дорога в Москве. Строится вместо Четвёртого транспортного кольца, от которого было решено отказаться в силу его крайней дороговизны. Насчитывает в себе 5 участков, которые проектируются и строятся отдельно друг от друга.
Витебская улица войдёт в состав 4 (южного) участка Северо-Западной хорды.
В ходе публичных слушаний по прохождению Северо-Западной хорды жителями было озвучено множество претензий и замечаний. В итоге проект магистрали по улицам Кубинка, Толбухина, Витебская и Вяземская подкорректировали, снизив количество полос с четырёх до трёх. Но теперь на улице четыре полосы в сторону шоссе, две полосы в другую сторону.